# Піая гаїтянська
Піая гаїтянська (Coccyzus rufigularis) — вид зозулеподібних птахів родини зозулевих (Cuculidae). Ендемік острова Гаїті.

## Опис
Довжина птаха становить 45-50 см. Самиці є дещо більшими за самців. Верхня частина тіла сизувато-сіра, на махових перах рудувато-коричневі плями. Горло і груди рудувато-коричневі, живіт і гузка охристі. Хвіст чорний, блискучий, стернові пера на кінці білі. Дзьоб міцний, вигнутий.

## Поширення і екологія
Гаїтянські піаї раніше мешкали на всьому острові Гаїті та на сусідньому острові Гонав, однак вимерли на більшій частині свого ареалу, за винятком кількох районів в горах Кордильєра-Сентраль, Сьєрра-де-Баоруко і Сьєрра-де-Неїба на заході Домініканської Республіки. В Гаїті цей вид вважається вимерлим. Гаїтянські піаї живуть у перехідній зоні між сухими тропічними лісами і вологими широколистяними тропічними лісами, однак зустрічають також в сухих тропічних лісах, мішаних сосново-широколистяних лісах та на порослих деревами луках, переважно на висоті до 900 м над рівнем моря. Живляться комахами та іншими безхребетними, а також ящірками. Сезон розмноження припадає на початок сезону дощів (квітень-травень), період, коли з'являється найбільше цикад. Гніздяться на деревах, на висоті від 3 до 11 м над землею. В кладці , іноді 3 сіруватих яйця.

## Збереження
МСОП класифікує цей вид як такий, що перебуває під загрозою зникнення. За оцінками дослідників, популяція гаїтянських піай становить від 360 до 4350 птахів. Їм загрожує знищення природного середовища.